# Oroër
Oroër település Franciaországban, Oise megyében. Lakosainak száma 541 fő (2022. január 1.). Oroër Abbeville-Saint-Lucien, Bonlier, Fontaine-Saint-Lucien, Lafraye, Reuil-sur-Brêche és Velennes községekkel határos.

## Népesség
A település népességének változása:
| Lakosok száma | 575  | 564  | 578  | 556  | 556  | 551  | 549  | 545  | 541  |
|               | 2013 | 2015 | 2016 | 2017 | 2018 | 2019 | 2020 | 2021 | 2022 |